# Vit åkerskivling
Vit åkerskivling (Agrocybe dura) är en svampart som först beskrevs av James Bolton, och fick sitt nu gällande namn av Rolf Singer 1936. Vit åkerskivling ingår i släktet marktofsskivlingar och familjen Strophariaceae.  Arten är reproducerande i Sverige. Inga underarter finns listade i Catalogue of Life.

## Bildgalleri

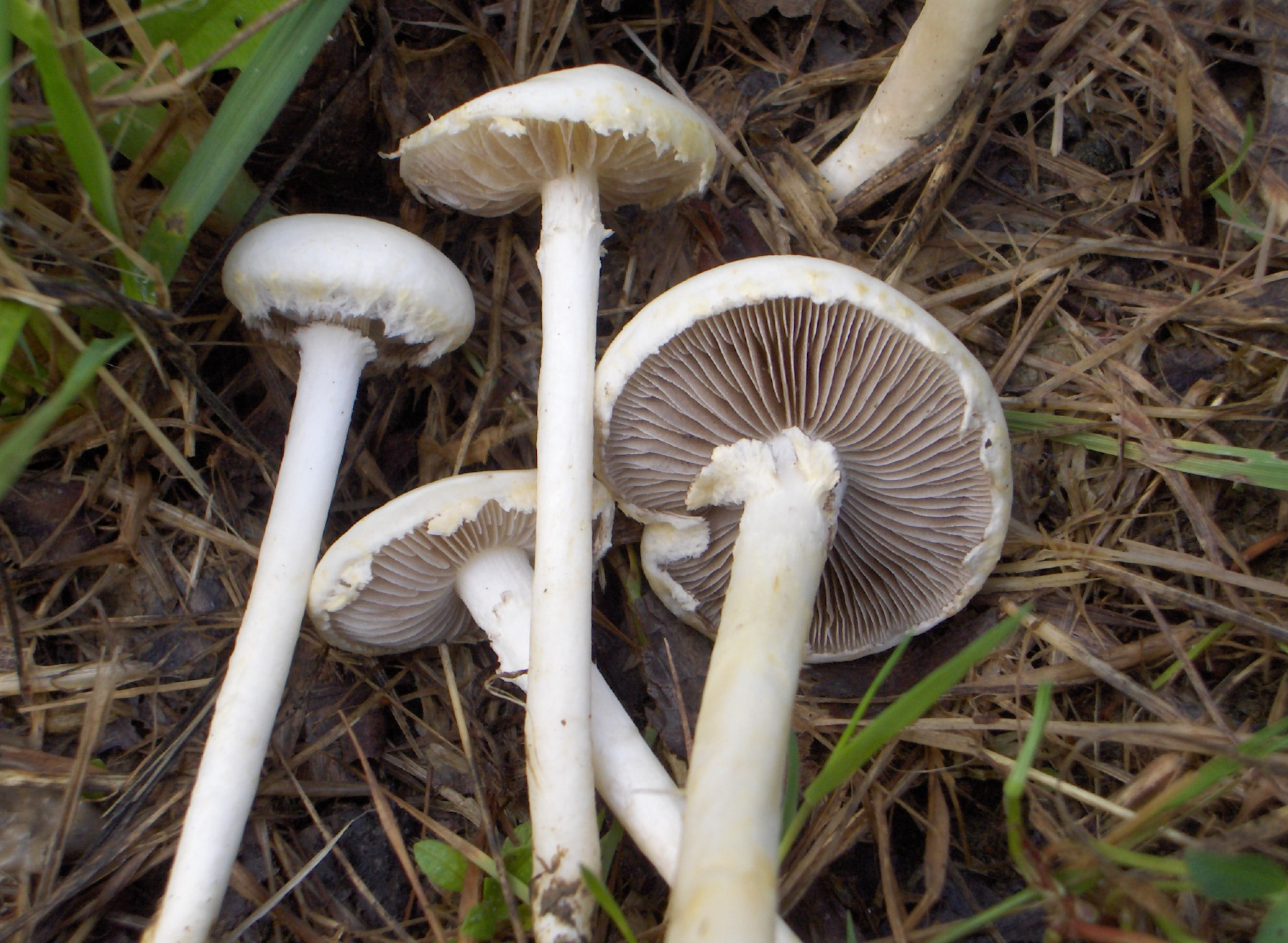
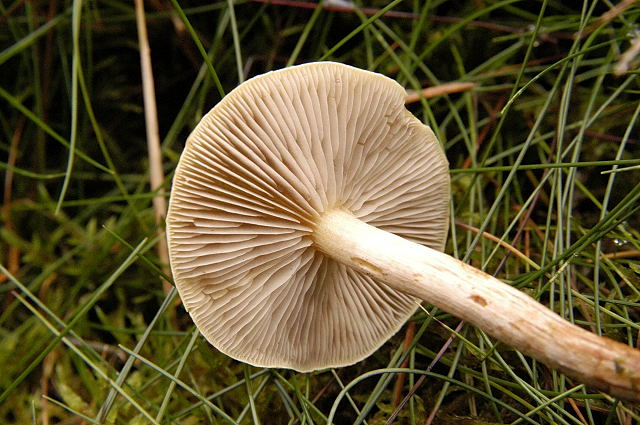